# Aerzener Maschinenfabrik
Die Aerzener Maschinenfabrik GmbH ist ein international führender Anbieter von zweiwelligen Drehkolbenmaschinen. Das Stammhaus befindet sich seit der Gründung des Unternehmens 1864 durch Adolph Meyer in Aerzen in der Nähe von Hameln.

## Aerzener Maschinenfabrik

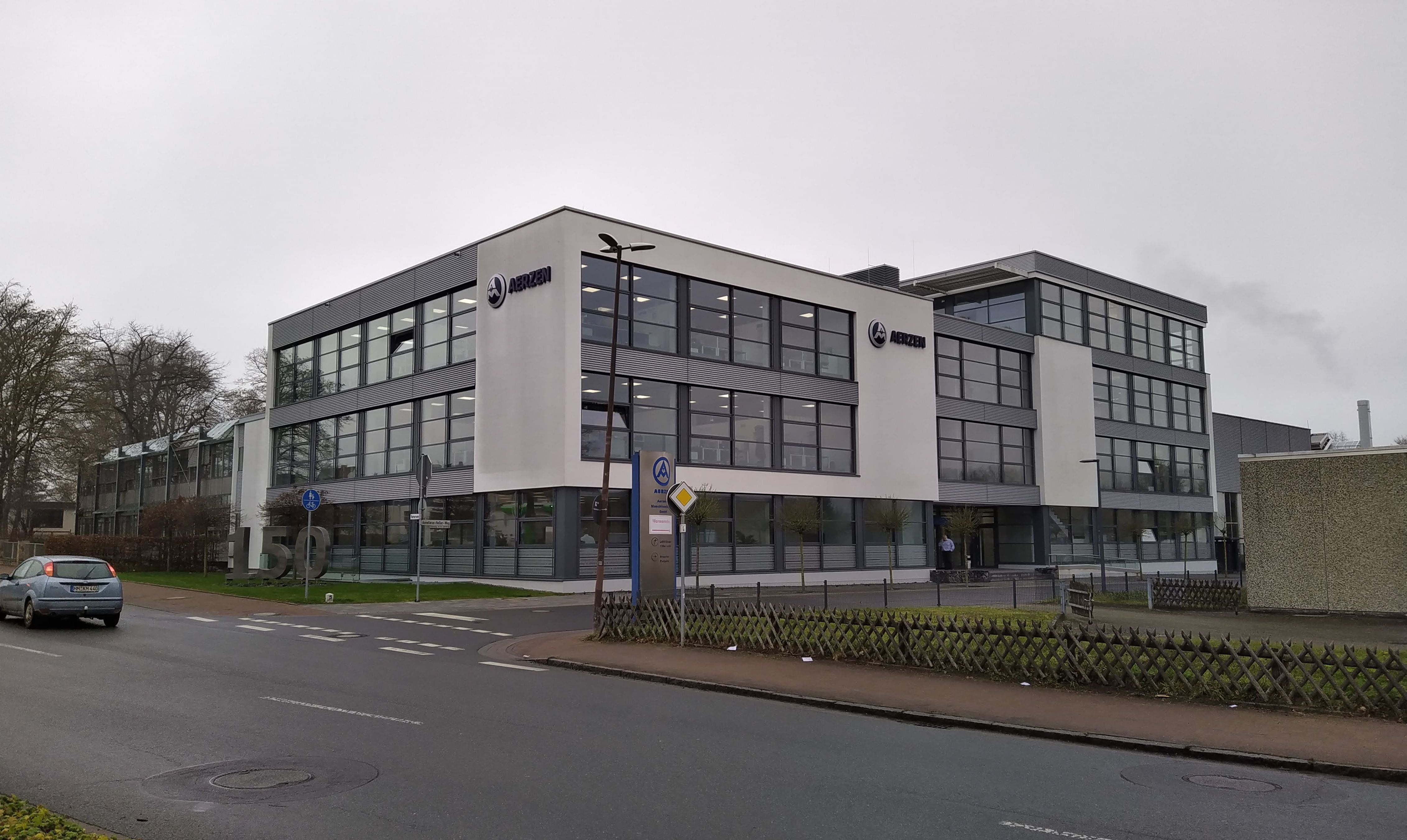
Einfahrt und Verwaltungsgebäude in Aerzen

Zur Unternehmensgruppe gehören über 50 Tochtergesellschaften. Rund 2.500 Mitarbeiter beschäftigt das Unternehmen insgesamt, davon rund 1000 im Stammhaus Aerzen.
Das Unternehmen ist mit seinen Tochtergesellschaften in folgenden Ländern vertreten: Ägypten, Argentinien, Australien, Belgien, Brasilien, Chile, China, Deutschland, Finnland, Frankreich, Großbritannien, Indien, Italien, Japan, Kanada, Kolumbien, Kroatien, Mexiko, Nieger, Niederlande, Österreich, Peru, Polen, Rumänien, Russland, Schweden, Schweiz, Serbien, Singapur, Slowakei, Spanien, Südafrika, Südkorea, Tschechien, Türkei, Ungarn, USA und den Vereinigten Arabischen Emiraten.
Im Geschäftsjahr 2019 erzielte die Aerzener Unternehmensgruppe einen Umsatz von ca. 443 Millionen Euro.
Die Aerzener Maschinenfabrik ist immer noch in Familienhand.
2010 wurde die Aerzener Maschinenfabrik in das Lexikon der deutschen Weltmarktführer aufgenommen.

## Produktportfolio
- Drehkolbenverdichter
- Drehkolbengebläse
- Schraubenverdichter[6]
- Turbos

## Einsatzbereiche
- Chemie- und Verfahrenstechnik
- Drucklufttechnik
- Pneumatischer Transport von Schüttgütern
- Umweltschutz
- Hochvakuumtechnik
- Kälte- und Klimatechnik
- Bergbau
- Stahlindustrie
- Halbleiterindustrie
- Trinkwasseraufbereitung
- Gasförderung
- Petrochemie

## AM-Publikationen (Auswahl)

### Schriften
- 90 Jahre Aerzener Maschinenfabrik GmbH. Gegründet im Jahre 1864, Aerzen: Aerzener Maschinenfabrik, 1954
- Edgar Jörg (Bearb.): 100 Jahre Aerzener Maschinenfabrik. Von 1864 bis 1964, Aerzen bei Hameln: Aerzener Maschinenfabrik GmbH, 1964
- Alexander Kirschbaum: 150 Jahre Aerzener Maschinenfabrik 1864–2014, Festschrift, Hrsg.: Aerzener Maschinenfabrik GmbH, Text und Bild Geschichtsbüro Reder, Roeseling & Prüfer (Köln), Köln: Geschichtsbüro-Verlag, 2014, ISBN 978-3-940371-32-4; Inhaltsverzeichnis und Inhaltstext

### Periodika
- Die Kundenzeitschrift Aerzen Com.Press erscheint einmal im Quartal. Es ist eine Business-to-Business-Kundenzeitschrift.
- Außerdem gibt die Aerzener Maschinenfabrik vier Mal im Jahr eine Mitarbeiterzeitschrift namens Focus on Aerzen heraus.